# Future War
Pour plus de détails, voir Fiche technique et Distribution.
Future War (titre original : Future War) est un film américain de science-fiction, réalisé par Anthony Doublin, sorti directement en vidéo en 1997.
Le 25 avril 1999, il a été utilisé pour le 4e épisode de la 10e saison de la série télévisée culte Mystery Science Theater 3000. Il s'agit du film le plus récent à avoir été choisi pour faire partie de cette série. Il fait aussi partie du coffret de DVD Mystery Science Theater 3000: 20th Anniversary Edition, sorti en 2008.

## Synopsis
Une race de cyborgs maîtrisant le voyage dans le temps a réduit l'humanité à l'esclavage : ils vont chercher des esclaves parmi les humains du futur et des dinosaures dans le passé pour servir de gardes. Un de ces humains réduits à l'esclavage arrive à leur échapper et se retrouve dans le Los Angeles contemporain, où il sera poursuivi à la fois par les cyborgs, les dinosaures et la police…

## Fiche technique
- Titre : Future War
- Titre original : Future War
- Réalisation : Anthony Doublin
- Scénario : David Huey, Dom Magwili
- Musique : Arlan H. Boll
- Directeur de la photographie : Cory Geryak, Ed Tillman
- Montage : Dave Eddy
- Direction artistique : Romeo Herrera
- Costumes : Heather Koontz
- Maquillage : Heather Koontz
- Effets spéciaux : David Buscemi, Anthony Doublin, Dave Eddy, Cary Howe, Mike Jones, Dan Kaplan, Johnnie Saiko
- Effets visuels : Anthony Doublin, Cory Geryak, John Harvey, Bill Hawk, D.W. Kann, Cricket Peters, Dave Swett
- Producteur : Dave Eddy, Cine Excel Entertainment, Silver Screen Pictures (en)
- Pays d'origine :  États-Unis
- Genre : Science-fiction
- Durée : 90 minutes
- Date de sortie :
  -  États-Unis : 28 janvier 1997

## Distribution
- Daniel Bernhardt : l'esclave en fuite
- Robert Z'dar : le maître des cyborgs
- Travis Brooks Stewart : Sœur Ann
- Ray Adash : Capitaine Polaris
- Kazja : Cyborg
- Andre Scruggs : Fred Burroughs
- Mel Novak (en) : Leader des SWAT
- Forrest J Ackerman : la victime du parc

## Autour du film
- Dans une interview donnée à Nanarland par Mel Novak en 2006, l'acteur a affirmé avoir honte de ce film et qu'il aurait aimé ne pas y être crédité, estimant que le réalisateur était "complètement à la ramasse".
- Interviewé également par Nanarland en 2021, le réalisateur Anthony Doublin décrit le film comme l'une de ses pires expériences professionnelles. En conflit avec le producteur David Huey, qui ne lui donnait pas assez de budget, il a quitté le tournage avant la fin, obligeant ce dernier à reprendre la main sur le film pour le finaliser.
- Davide Huey et Dave Eddy sont également crédités en tant que "Damage Control Team" (littéralement "équipe de sauvetage des meubles").

## Récompenses et distinctions

### Nominations
- Saturn Award 2009 :
  - Saturn Award de la meilleure collection DVD (au sein du coffret Mystery Science Theater 3000: 20th Anniversary Edition)